# 三井米松

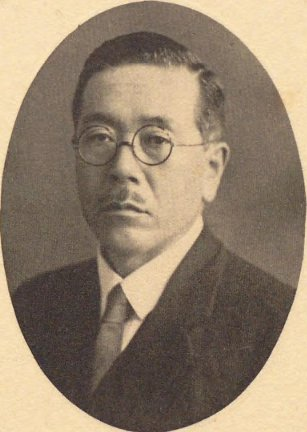
三井米松

三井 米松（みつい よねまつ、1874年（明治7年）4月27日 – 1953年（昭和28年）4月15日）は、農商務官僚、商工官僚。実業家。

## 経歴
旧対馬藩士佐伯雲平の二男として佐賀県（後に三潴県、長崎県となる）下県郡厳原に生まれ（兄は教育者の佐伯小弥太）、後に福山藩士三井豊次郎の養子となった。第五高等学校を経て、1901年（明治34年）に東京帝国大学文科大学英文科を卒業した。さらに同大学法科大学に入り、1906年（明治39年）に英法科を卒業した。翌年に農商務省に入省。水産局属。水産講習所教授、水産局書記官、農商務書記官、福岡鉱務署長、東京鉱務署長、農商務省水産局長、商工省鉱山局長、社会局参与などを歴任した。1929年（昭和4年）、商工次官に就任し、翌年に退官した。
退官後は合同漁業株式会社社長、南樺太鉱業株式会社社長、北樺太鉱業株式会社社長、理研工業株式会社取締役、大日本水産会会長、中華日本貿易連合会会長などを務めた。
1953年4月15日卒去。享年79。墓所は谷中霊園甲7号-15。